# Jacques Nimier
Pour les articles homonymes, voir Nimier.
Jacques Nimier (1929-2014) est un psychologue et professeur des universités français.

## Biographie
Après avoir enseigné pendant dix-huit ans les mathématiques au lycée Léon Bourgeois à Épernay, Jacques Nimier se forme en psychologie, et devient universitaire. Il est maître de conférences à l'IUT de Troyes en 1979, puis est nommé professeur à l'université de Reims où il occupait la chaire de psychologie clinique Il est directeur-adjoint de l'IUFM de Reims de 1990 à 1995, et crée et anime un site pour diffuser des articles sur la psychopédagogie
Il se consacre à la formation des enseignants et les encourage à prendre davantage en compte la personnalité et l'imaginaire de leurs élèves.
Une partie de ses recherches porte sur la docimologie et l'évaluation, que ce soit d'élèves ou d'adultes.

## Publications
- Mathématique et affectivité : une explication des échecs et des réussites, Stock,  (collection Laurence Pernoud), Paris, 1976,  (ISBN 2-234-00534-5)
- Exomath - Exercices progressifs avec réponses - 2des à terminales. Vuibert 1979, 302 p.,  (ISBN 2-7117-1329-6), avec 5 autres professeurs de mathématiques du lycée d'Epernay (R. Cortina, J. Galmiche, A. Mandrille, J. Mandrille & G. Schacherer).
- Les maths, le français, les langues… à quoi ça me sert ? : l'enseignant et la représentation de sa discipline, Paris : CEDIC, 1986,  (ISBN 2-7214-0724-4), 161 p.
- traduction en espagnol du titre précédent :Las mathematicas, el espanol, los idiomas… para que me sirven ?
- La formation psychologique des enseignants : connaissance du problème, applications pratiques, Paris : ESF éd., 1996, collection Formation permanente en sciences humaines,  (ISBN 2-7101-1161-6)
- Les Modes de relations aux mathématiques : attitudes et représentations, Paris : Méridiens Klincksieck, 1988, collection Psychologie sociale, 304 p.,  (ISBN 2-86563-202-4)
- Entretiens avec des mathématiciens : l'heuristique mathématique, Villeurbanne : Institut de recherche pour l'enseignement des mathématiques, 1989, 109 p.  (ISBN 2-906943-14-2)
- Camille a la haine et Léo adore les maths : l'imaginaire dans l'enseignement, Lyon : Aléas, 2006,  (ISBN 2843014778), 367 p.,  (ISBN 2-84301-147-7)
- avec Marie-Françoise Bonicel & Annie Mandrille, Une expérience de formation psychosociologique du personnel du second degré d'une académie, Reims : CRDP : MAFPEN, 1987, 67 p.,  (ISBN 2-86633-240-7)